# گیلزبورگ (کانزاس)
گیلزبورگ (به انگلیسی: Galesburg) شهری در ایالت کانزاس کشور ایالات متحده آمریکا است که جمعیت آن در سرشماری سال ۲۰۱۰ میلادی، ۱۲۶ نفر بوده‌است.